# 리빙포인트
리빙포인트는 대한민국의 일간지인 조선일보에 연재되는 고정 코너이다. 생활 속에서 유용하게 활용할 수 있는 간단한 지식이나 팁을 짧은 문장 형식으로 소개하는 형식이며, 주로 지면 하단에 만평 옆 또는 기사 말미에 배치된다.
이 코너는 실생활에서 유용한 지혜를 전달한다는 취지로 시작되었으며, 대표적인 예로는 “양말을 뒤집어 빨면 보풀이 덜 일어난다”와 같은 내용이 있다. 문장 대부분이 '~다' 또는 '~된다' 식의 단문형으로 구성되어 있으며, 정보성 콘텐츠이자 동시에 조선일보의 상징적인 편집 요소 중 하나로 자리잡았다.
1990년대 초반부터 시작된 것으로 알려져 있으며, 수많은 리빙포인트 문장이 회자되면서 인터넷과 SNS에서 패러디나 풍자의 소재로도 자주 활용되고 있다. 간결하고 직설적인 문체 덕분에 독자들 사이에서는 ‘생활의 지혜’ 혹은 ‘생활 팁’의 대명사로 여겨지기도 한다.

## 특징
- 하루 1~2개 문장이 지면에 실리는 형식이며, 출처나 작성자는 별도로 표기되지 않는다.
- 내용은 계절, 날씨, 가정생활, 세탁법, 주방용품, 어린이 관리, 식재료 보관법 등 다양한 분야를 다룬다.
- 본래의 목적과 별개로, 그 형식 자체가 하나의 미디어 유산으로 회자되고 있다.

## 관련 문서
- 조선일보